# Aeropuerto Ceres
El Aeródromo de Ceres (IATA: CRR - OACI: SANW - FAA: ERE) es un aeropuerto argentino que da servicio a la ciudad de Ceres, Santa Fe. departamento San Cristóbal, ubicado 266 kilómetros al noroeste de la capital provincial, fue inaugurado en junio de 1975.